# Franz Solar (Leichtathlet)
Franz Solar (* 1882; † unbekannt) war ein österreichischer Leichtathlet, der in diversen Disziplinen an den Olympischen Zwischenspielen 1906 in Athen teilnahm.

## Leben und Karriere
Franz Solar wurde im Jahre 1879 in Böhmen geboren und vertrat sein Heimatland bei den Qualifikationswettbewerben für die Olympischen Zwischenspielen 1906. Bei der am 6. April abgehaltenen Qualifikation am Platz des Wiener AC gewann Solar den Pentathlon, wurde Zweiter beim Diskuswurf im griechischen Stil und Dritter beim normalen Diskuswurf. Danach reiste er mit einer 31-köpfigen österreichischen Athletendelegation nach Athen, wo von 22. April bis 2. Mai 1906 die Zwischenspiele im Panathinaiko-Stadion stattfanden. Dort nahm der 182 cm große und etwa 82 kg schwere Solar unter anderem am 27. April beim Kugelstoßen und beim Steinstoßen teil. Während sein Ergebnis beim Kugelstoßen heute nicht mehr bekannt ist, belegte der damals etwa 24-Jährige den 24. Platz beim Steinstoßen. Des Weiteren nahm er bei den von 25. bis 28. April stattfindenden Bewerben als Ringer teil, kam aber auch als solcher zu keinen nennenswerten Erfolgen.
An dem am 27. und 28. April ausgetragenen Fünfkampf, der sich am antiken Pentathlon orientierte, nahm Solar ebenfalls teil. Dort war er mit Abstand der schlechteste Athlet im 26-köpfigen Teilnehmerfeld und belegte im Endklassement nur den 24. Platz, weil sich zwei andere Athleten (Martin Sheridan und André Désfarges) verletzt hatten und sich deshalb frühzeitig aus den Wettkämpfen zurückgezogen hatten. Zum Abschluss nahm er an der Seite von Rudolf Arnold, Henri Baur, Karl Höltl, Leopold Lahner, Rudolf Lindmayer, Josef Steinbach und Josef Wittmann am 30. April am Tauziehen teil. Trotz einer 0:2-Niederlage gegen Deutschland in der ersten Runde qualifizierten sich die Österreicher für die abschließende Finalrunde, in der jedoch nach einer abermaligen 0:2-Niederlage, diesmal gegen Schweden, endgültig Schluss war und Österreich diesen Wettbewerb als Vierter beendete. Danach ist kaum mehr etwas über Solar bekannt; im Jahre 1907 soll er bei den inoffiziellen Europameisterschaften im Ringen in Wien den zweiten Platz in der griechisch-römischen Klasse ohne Gewichtsbeschränkung belegt haben. Im Anschluss an seine Amateurkarriere wurde er Profiringer und verdiente damit seinen Lebensunterhalt. Er hatte zusammen mit seiner Ehefrau 2 Kinder. Die Tochter starb sehr früh an Tuberkulose. Sein Sohn, ebenfalls Franz Solar war Elektroingenieur und Chemiker. Er war einer der maßgeblichen
Galvanotechniker Österreichs. Franz Solar sen. war wohnhaft im Wiener 4. Bezirk (Schelleingasse). Der Zweitwohnsitz lag in Schlader (Gemeinde Karlstein an der Thaya). Das Haus wird noch heute zeitweise von seinem Enkel Stephan Solar bewohnt. Die Enkelin Renate Warncke-Solar lebt zeilteise in Wertenau, (ebenfalls Gemeinde Karlstein an der Thaya). Franz Solar sen. ist beerdigt im Familiengrab Friedhof Puch (Waidhofen an der Thaya) zusammen mit Ehefrau, Sohn und Schwiegertochter. Hinweis: Im Frühjahr werden Bilder (z. B. Grabstätte) hinzugefügt.